# Große-Mauer-Station
Koordinaten: 62° 12′ 59″ S, 58° 57′ 44″ W

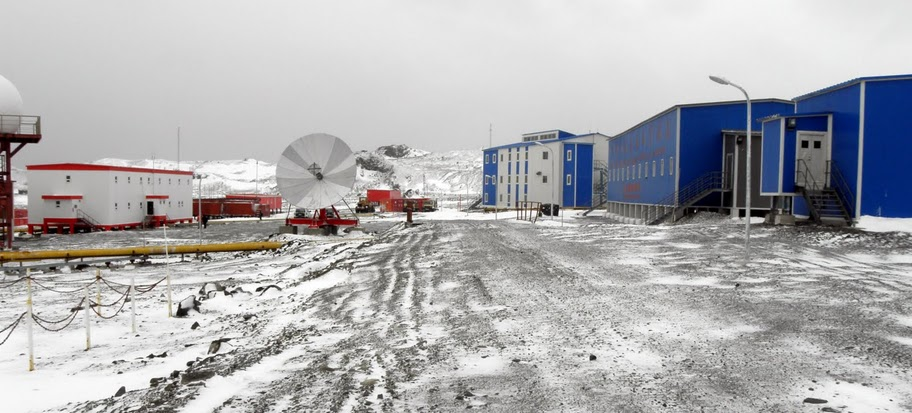
Die Große-Mauer-Station im März 2011.

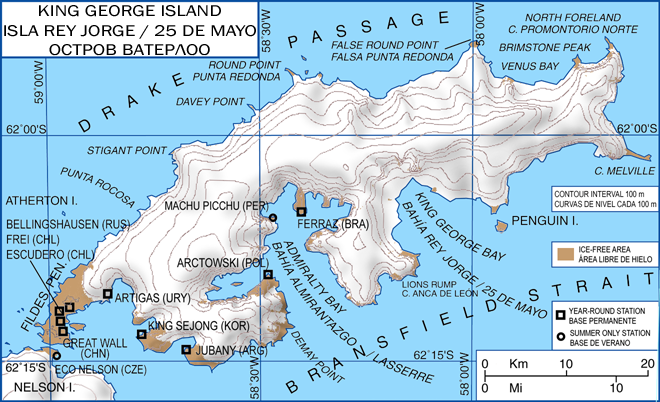
Karte von King George Island mit Lage der Station (unten links)

Die Große-Mauer-Station (chinesisch 长城站, Pinyin Chángchéng Zhàn; Langform 中国南极长城站,  Zhōngguó Nánjí Chángchéng Zhàn, englisch Chinese Antarctic Great Wall Station), international Great Wall Station, ist die erste Forschungsstation der Volksrepublik China in der Antarktis und wurde am 20. Februar 1985 eröffnet. Sie befindet sich auf der King George Island, die zu den Südlichen Shetlandinseln gehört und liegt 960 km von Kap Hoorn entfernt und 130 km nördlich der Antarktischen Halbinsel.
Die Station wurde auf einer stabilen eisfreien Felsoberfläche, etwa zehn Meter über dem Meeresspiegel errichtet. Im Sommer halten sich hier meistens bis zu 40 Personen auf, im Winter beläuft sich die durchschnittliche Bevölkerungszahl auf 14.
Die Station besteht aus insgesamt zehn Gebäuden mit einer Gesamtgrundfläche von 2643 m². Neben den Wohngebäuden und den für wissenschaftliche Forschungen genutzten Gebäuden gibt es u. a. Freizeit- und Sporteinrichtungen, ein Bürogebäude, ein Gebäude für die Energieversorgung und eines für Kommunikationseinrichtungen.
Strom wird aus drei Generatoren bezogen. Das Trinkwasser wird aus einem See und aus Schnee gewonnen. Vorräte und Material erhält die Station über Flugzeuge, die auf der Landebahn der 2,5 km entfernten chilenischen Presidente-Eduardo-Frei-Basis landen, und per Schiff. Die Schiffe ankern zweimal pro Saison an einer 2 km entfernten Ankerstelle.
Nächstgelegener Hafen ist Punta Arenas in etwa 1000 km Entfernung.

## Wissenschaftliche Aktivitäten
- Geodäsie/Kartographierung (seit 1990)
- geomagnetische Beobachtungen (seit 1985)
- Glaziologie – kontinental (seit 1992)
- Glaziologie – Meereis-Zone (seit 1992)
- Humanbiologie (seit 1992)
- Ionosphären-/Polarlicht-Beobachtungen (seit 1985)
- Limnologie (seit 1986)
- meteorologische Beobachtungen (seit 1985)
- küstennahe Meeresbiologie (seit 1990)
- küstennahe Geologie/Geophysik (seit 1986)
- Seismologie (seit 1985)
- Terrestrische Biologie (seit 1992)
- Gezeiten-Messungen (seit 1986)